# 鹿島学園高等学校通信制課程東京校
鹿島学園高等学校通信制高校通信制課程東京校（かしまがくえんこうとうがっこうつうしんせいかていとうきょうこう）は、東京都新宿区西新宿に学習センターのある私立の通信制高校。2006年度開校。カシマと略される。

## 概要
入学したら個別指導でレポートの仕上げ方のレクチャーを受ける。一人ひとりの才能の発見は教師の最も重要な仕事であるとしている。15歳以上の芸能・スポーツ・社会人・主婦など忙しい高校生が在籍している。もともとは提携校の関係でダンスの好きな生徒が集まって開校した経緯がある。
- 芸能やスポーツ、仕事や文化活動、大学受験など、やりたいことをするために全日制高校を選択しない高校生のための学校。
- これまでの通信制高校は不登校、引きこもり、学習障害など、全日制に行きたくても行けない、やむをえず通信制高校などに入学する生徒が主体であった。筆記試験のない大学入試（AO入試）も積極的に指導している。

## スクーリング
- 前期末（9月）と後期末（2月）に首都圏の大学などで最長5日間ずつのスクーリングがある。インターネット・テレビ・ラジオ・学習センターを併用すればスクーリングの8割までが免除になるので実際に通学する日数を大幅に減らすことができる。

## 学習レポート
- 学習レポートの提出は1科目で3枚～12枚。問題の解答は教科書から探せるようになっている。

## 定期試験
- 2月と9月に期末試験がある。出題は学習レポートとほぼ同じ問題になっている。

## 入学選抜
- 筆記試験はない。転入でも前籍（転校前の）高校の成績や欠席日数は問わない。入学許可は一人ひとりとコミュニケーションをして受けるアドミッションオフィス方式。相談は随時行っている。
- 前籍高校で取得した単位は全て引き継がれ、転入学（転校）はいつでもできる。新入学・編入学は前期（4月）・後期（10月）。
- 通信制高校では珍しく不合格者が出ることがある。入学時の学力は問題にしないが、教養を身につけたい意欲が認められた生徒のみ入学できる。前向きな気持ちを目指す高校生のための高校を目指しているという。

## 入学概略
- 鹿島学園東京校は、学習センターで一般教養を学ぶことができる珍しい通信制高校である。
- 入学金50,000円、年間施設費24,000円、1単位7,000円/1年で25単位程度、教科書代。

## 出版物・記事
- 今ある自分を打ちこわせ!（泉書房）余湖三千雄・著
- 講談師・神田紅により今ある自分を打ちこわせ!がニッポン放送でドラマ化された。余湖三千雄理事長の少年時代がモデルとなっている。

## その他
- ファッションや登下校時間など自由が多い一方、喫煙や飲酒などの違法行為は即退学といわれる。鹿島本校に全国レベルの部活動があるため。
- 通信制高校も全日制と同様、卒業証書は「普通科」。
- 学割が利用できる。